# 2022年北京オリンピックのオーストラリア選手団
2022年北京オリンピックのオーストラリア選手団は、2022年2月4日から2月20日まで中華人民共和国の北京で開催された2022年北京オリンピックのオーストラリア選手団の名簿。

## 選手団
- 人員: 選手 43人
- 開会式旗手: ブレンダン・ケリー、Laura Peel[1]
- 閉会式旗手: Sami Kennedy-Sim[2]

## メダリスト
| メダル | 選手                   | 競技                 | 種目                 | 日付    |
| ------ | ---------------------- | -------------------- | -------------------- | ------- |
| 金     | ジャカラ・アンソニー   | フリースタイルスキー | 女子モーグル         | 2月6日  |
| 銀     | スコッティ・ジェイムズ | スノーボード         | 男子ハーフパイプ     | 2月11日 |
| 銀     | ジャクリン・ナラコット | スケルトン           | 女子                 | 2月12日 |
| 銅     | テス・コーディ         | スノーボード         | 女子スロープスタイル | 2月6日  |